# 文錦渡口岸

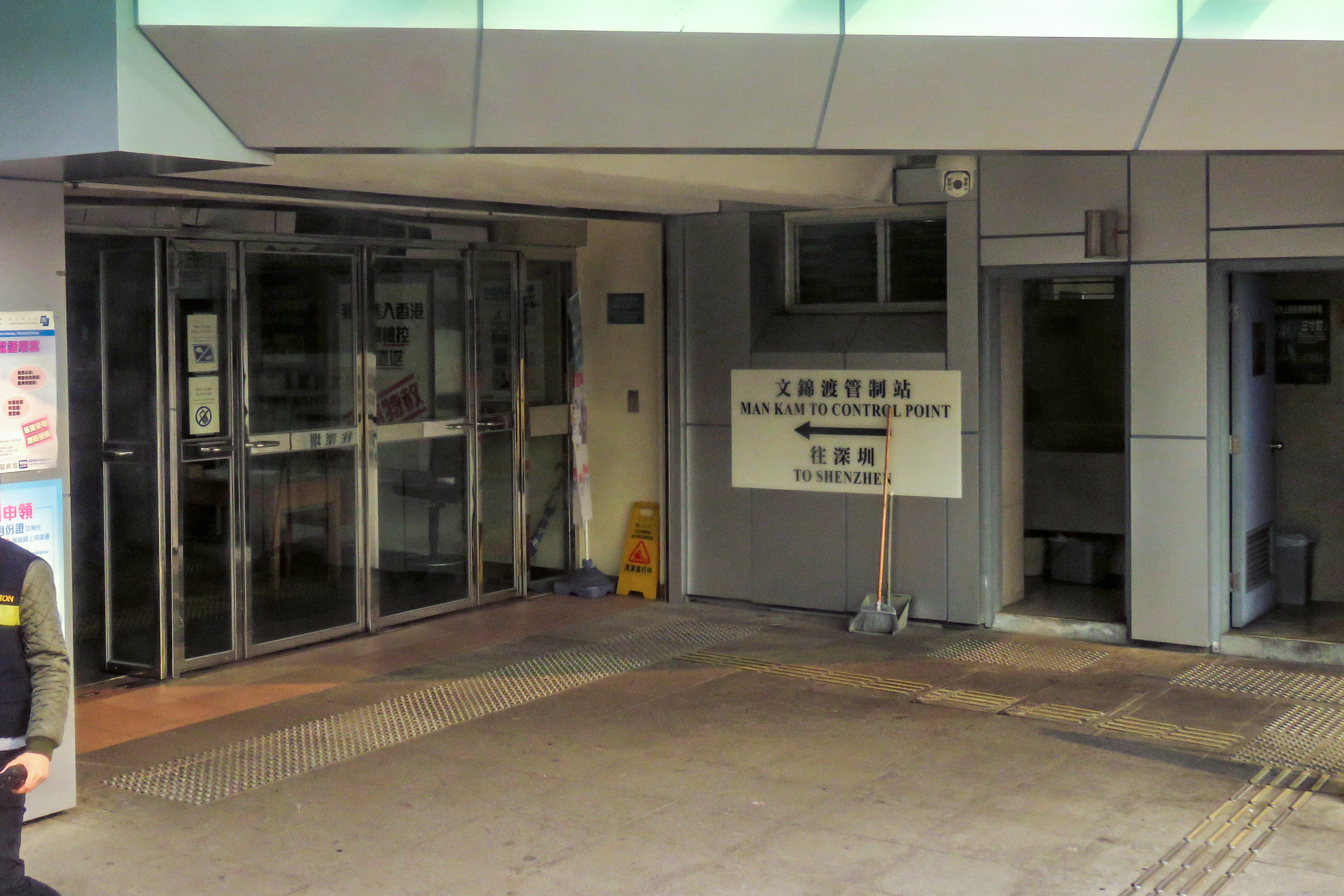
由文錦渡管制站到文錦渡口岸通道

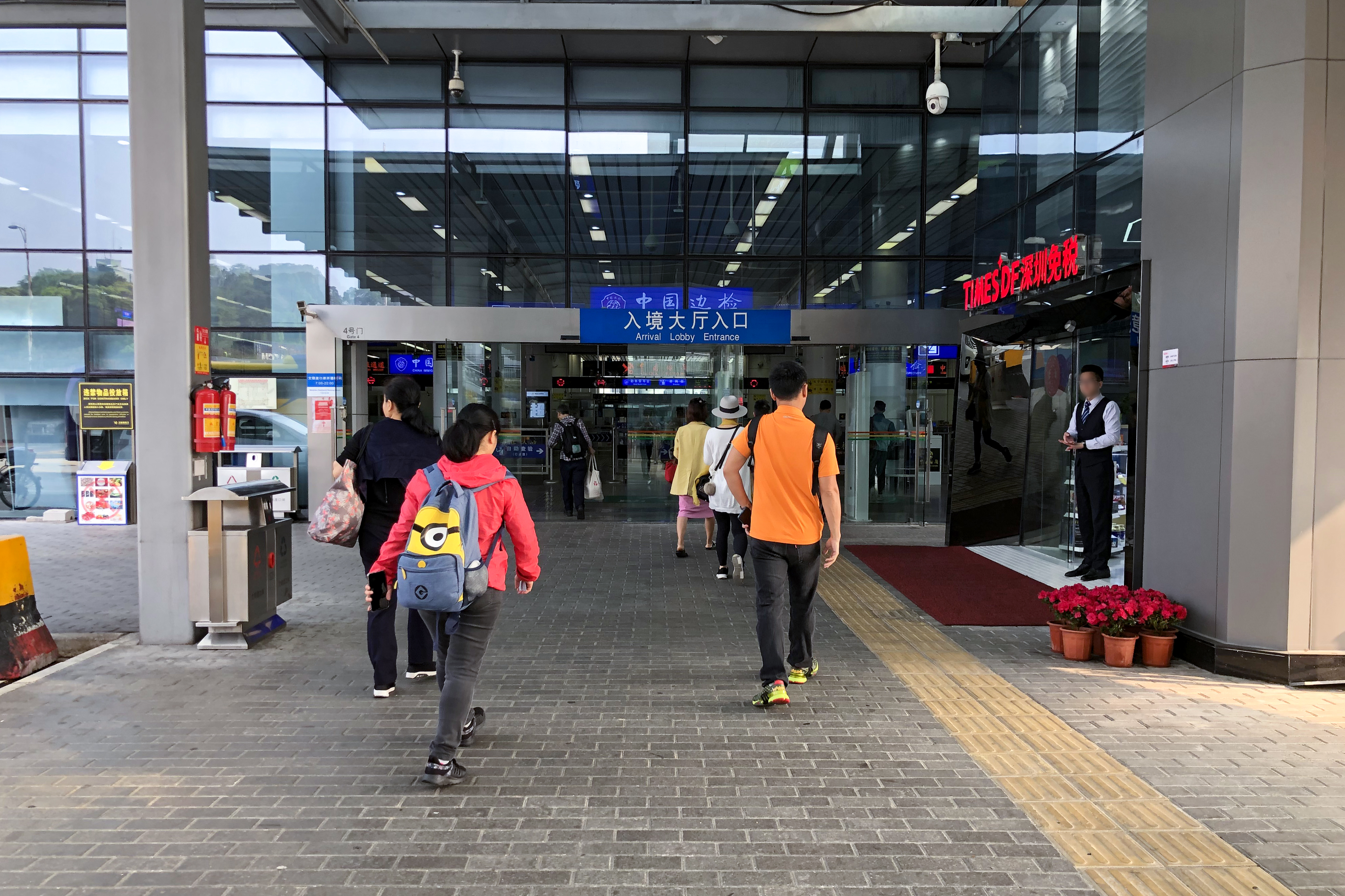
文錦渡口岸入境大厅入口

是深圳與香港之間一個陸路邊境口岸，均屬於文錦渡路範圍內，港方口岸稱為文錦渡管制站，深方口岸稱為文錦渡口岸。
文錦渡口岸同时也是 107国道的終點。

## 歷史
1938年3月31日，省港公路（廣州至九龍）通車，九龍關文錦渡分卡啟用。文锦渡口岸是改革开放前深圳仅有的两个陆路口岸之一，另一個是羅湖口岸。1978年经国务院批准对外开放。改革开放前，文锦渡只是供港鲜活商品的贸易口岸，而橋樑更是駐港英軍興建的倍力橋，以木製成。文錦渡口岸以鋼筋混凝土興建的新橋於1976年6月9日啟用。1985年2月10日新建一座公路桥，实行出入境车辆分為東西兩桥行驶，其中西橋長45米，東橋長55米，橋寬皆為11米。1982年3月30日，文錦渡客運站建成啟用。1986年2月3日，港方文錦渡管制站出入境清關的新設施啟用。
為配合治理深圳河工程，原出入境桥被拆除，新建一座出入境双向桥，工程於2003年3月26日動工，其中文錦渡東橋於2004年10月28日率先啟用，而西橋則於2005年2月4日早上7時正式投入使用。经过多年来的不断改造，目前口岸区域占地面积13万多平方米，共有20条汽车检查通道，其中，小汽车、客车检查通道2条（出入境各1条），货车检查通道18条（入境10条，出境8条）。另有12条入出境旅客检查通道（出入境各6条）。口岸的总体设计是：日汽车流量10,000辆次，日旅客流量3.000人次。1991年入出境车辆335万辆次，日均9,181辆次，2004年，经该口岸入出境车辆277万辆次，日均7,562辆次，年均下降0.5%。这是由于皇岗口岸投入使用分流等因素造成的。1997年后，该口岸入出境车辆稳定在日均7,000辆左右。
2000年代，深港兩地合作進行深圳河治理工程，為擴闊文錦渡一段深圳河，當局在東邊新建一條四綫行車橋，以取代原來兩條跨境行車天橋，新文錦渡橋於2005年2月4日通車。由于过境桥较短，桥身完全（含内地）采用香港标准。
除了已領有通行證的私家車、貨車及旅遊巴士外，現時旅客亦可經由文錦渡來往香港及深圳。
目前，該口岸仍為內地供港食品的主要進港口岸，並設有食物環境衛生署之專門檢疫站。
由於文锦渡口岸位於深圳市中心，排隊過關車龍常導致市內交通擠塞，深圳市政府長遠而言希望將之搬走；現正與香港政府計劃設立「東部通道」（蓮塘口岸／香園圍管制站）設立新口岸取代。
深圳文锦渡口岸旅檢區域由於需進行改建工程，於2010年2月22日零時起暫時關閉，於2013年8月26日重新開放；旅客出入境檢查服務，包括跨境旅遊巴士及私家車，將會暫停運作，但貨車出入境檢查服務則不受影響。2010年3月27日起有限度恢復往返上水及口岸的跨境旅遊巴士在早晚各開3班，並在文錦渡口岸重新開放當日起恢復全日服務。
2020年1月28日，受COVID-19疫情影响，香港行政长官林鄭月娥宣布將大幅縮減兩地交通，由30日凌晨起暫停文錦渡管制站旅客通关服务，货车检查通道仍正常开放。
2023年1月5日，香港行政长官李家超表示，1月8日恢复文錦渡管制站旅客通关服务。
2023年7月9日下午六时，文锦渡口岸入境通关现场出现地面沉降，存在安全风险。经广东省有关部门同意，暂停文锦渡口岸往深圳方向入境客、货车通关业务，香港方向則如常運作。恢复通关时间待抢修完成后另行公告。至于地面沉降的原因，香港土力工程處前處長、工程師學會前會長陳健碩认为，文锦渡口岸出现地面沉降與出現高壓水有關。經搶修及全面安全評估後，文锦渡口岸於19日7時起恢復入境方向的客車通關服務；貨車入境通關服務则于28日7時恢復。
2023年9月8日，受深圳“9·7”暴雨影响，文锦渡口岸地下设备间水浸，部分设施设备受损，需暂停双向通关服务，是文锦渡口岸2023年第二次暂停通关，供港鲜活车辆需转走莲塘口岸及皇岗口岸。直至10月18日7时，文锦渡口岸恢复供港鲜活货检通关服务。至11月2日7时，文锦渡口岸全面恢复货检通关。11月13日7时，文锦渡口岸全面恢复旅检通关。

## 交通

### 香港
九巴73K線的文錦渡巴士總站距離文錦渡口岸不遠，附近亦有前往上水站的小巴路線途經，但由於使用該口岸的人士必須乘搭跨境車輛（例如下文提及的直通巴士）過關，因此乘搭巴士或小巴等本地交通工具到本站的人士無法使用文錦渡口岸過關，九巴亦曾經在新冠疫情後中港恢復通關初期在73K線上水總站的站位貼上告示「73K不通關口」。

#### 香港往深圳
- 中國華通文錦渡快線上水上水廣場：每天06:55-21:30（10-15分鐘一班），正價車費為$20
- 中國華通文錦渡快線中港城、太子、荃灣：每天07:00-21:30（10-15分鐘一班）
- 粵港汽車往來河源、梅縣、大埔、興寧的長途直通巴士部分班次會途經該口岸

### 深圳

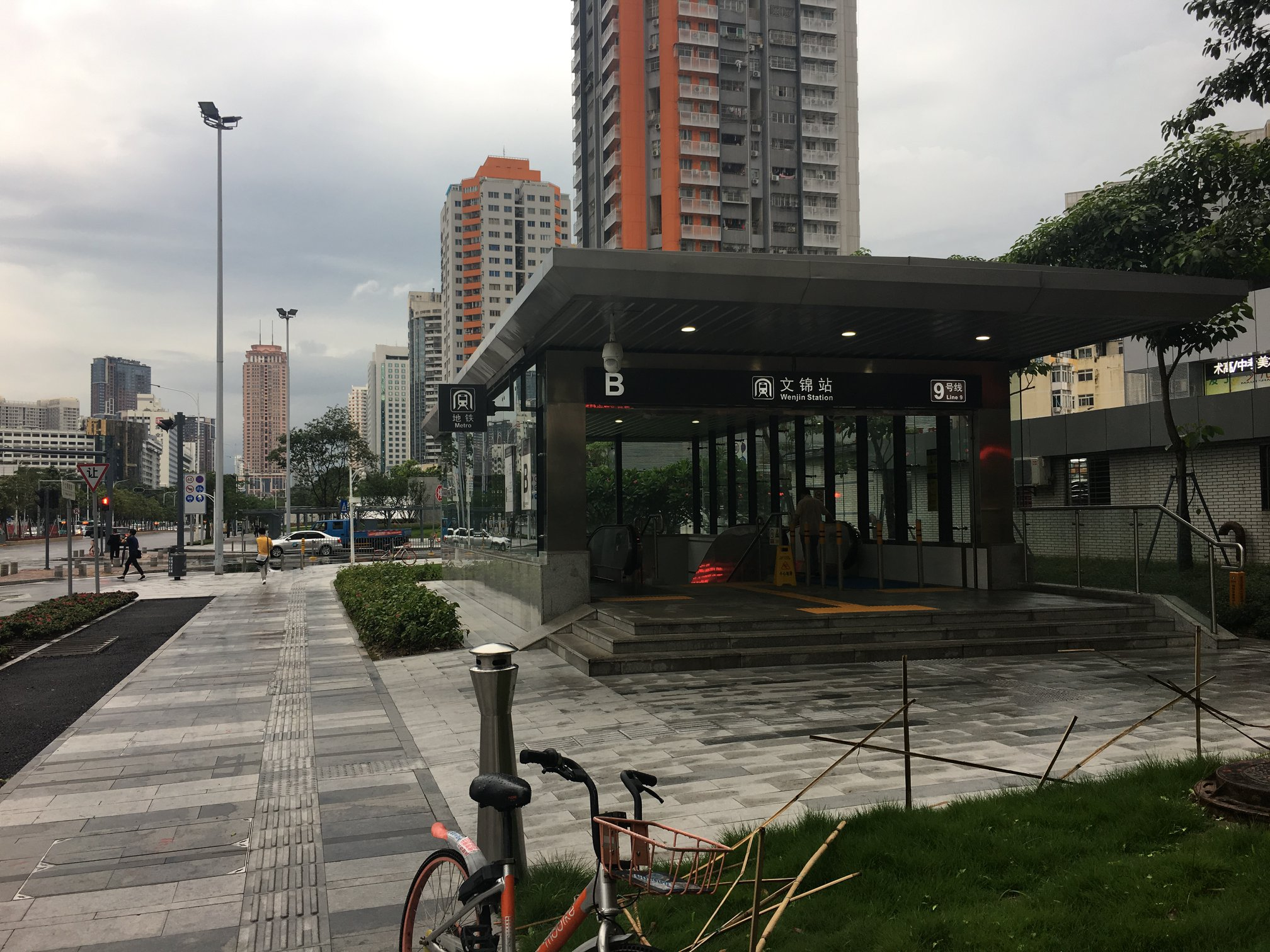
深圳地鐵9號綫的文錦站B出口

| 编号 | 编号 | 线路               | 线路 | 线路         | 收费 | 运营商   | 备注              |
| ---- | ---- | ------------------ | ---- | ------------ | ---- | -------- | ----------------- |
|      | 2    | 草埔地铁站公交总站 | ⇆    | 北斗总站     | 2元  | 巴士公汽 | 合并原 40         |
|      | 5    | 银湖汽车站总站     | ⇆    | 北斗总站     | 2元  | 巴士公汽 |                   |
|      | M468 | 东方尊峪公交总站   | ↺    | 人民南地铁站 | 2元  | 巴士公汽 | 原 B704（第一代） |

| 编号 | 编号 | 线路               | 线路 | 线路     | 收费 | 运营商   | 备注      |
| ---- | ---- | ------------------ | ---- | -------- | ---- | -------- | --------- |
|      | 2    | 草埔地铁站公交总站 | ⇆    | 北斗总站 | 2元  | 巴士公汽 | 合并原 40 |
|      | 5    | 银湖汽车站总站     | ⇆    | 北斗总站 | 2元  | 巴士公汽 |           |
|      | 14   | 莲花山总站         | ⇆    | 北斗总站 | 2元  | 巴士公汽 |           |

#### 深圳往香港
就在口岸出境檢查大廳後購票即可。
- 文錦渡快線：
  - 往上水廣場：每天07:15-21:30（10-15分鐘一班），正價車費為$20
  - 往沙田希爾頓中心：每天07:15-20:30（30分鐘一班）
  - 往九龍市區（荃灣德華街、太子站、尖沙咀中港城、尖沙咀K11）：每天07:15-20:30（30分鐘一班）
  - 往香港機場、迪士尼

## 外部連結
- 華通文錦渡快線（GoByBus.hk提供）
- 香港巴士大典上的相关条目：文錦渡管制站
- 香港巴士大典上的相关条目：文錦渡口岸